# Gibson ES-175
Gibson ES-175 — полуакустическая гитара, созданная корпорацией Gibson в 1949 году. Она имеет 24,75-дюймовый полый корпус с трапециевидной мензурой и струнодержателем Tune-O-Matic. Она одна из самых известных гитар в истории джаза.
Гитара снята с производства в 2019 году.

## История
Во время Второй мировой войны, представители компании Gibson участвовали в боевых действиях, в результате чего производство музыкальных инструментов значительно сократилось. Время было не для создания новых моделей. В 1944 году Gibson был приобретен компанией CMI (Chicago Musical Instruments). В конце 1945 года — начале 1946 года компания принялась за свою полноценную деятельность. Поскольку спрос на музыкальные инструменты был очень высок, компания Gibson быстро поднялась. В 1948 году был принят на работу Тед Маккарти. Трудно сказать, был ли у него эскиз ES-175 или нет, но то, что модель имела ряд новшеств — это очевидный факт.
Модель ES-175 перед выпуском в 1949 году не была «революционной», но её характеристики, такие как вырез в флорентийском стиле, уменьшенные размеры корпуса и разнообразные показатели по сравнению с обычными моделями, подробная информация о косметических и относительно привлекательных характеристиках в то время, сделали этот инструмент самым ожидаемым среди гитаристов.
С момента своего появления в 1949 году модель ES-175 никогда не выходила с производства и не претерпевала серьёзные изменения в течение своей долгой карьеры. Изменения коснулись в основном электроники: вместо 1 сингла сначала появилось 2. С 1957 году гитары стали оснащаться 2 хамбакерами Alnico, махагониевый слой корпуса был заменён на тополиный.

## Особенности
Модель ES-175 дебютировала в 1949 году, в качестве основной альтернативы гитар Gibson L-5 и Gibson L-4. Новая модель стала первой электрогитарой компании Gibson со стильным флорентийским вырезом. Первая модель имела один сингл (Р-90) около грифа и резной струнодержатель из палисандра. В 1953 году появилась модификация ES-175D, имеющая два сингла. Модели ES-175 или ES-175D можно заказать в любой яркой или природной отделке (за дополнительную плату).
Начиная с февраля 1957 года, модели ES-175 оснащались двумя хамбакерами. Модель ES-175 с хамбакерами ценится за её полный, богатый тон. Некоторые гитаристы пытаются подражать богатому резонирующему звучанию этого инструмента с довольно большим полым корпусом при помощи поворота регулятора тона вниз или цельных электрогитар.
В 1976 году компания Gibson ввела новую модель ES-175T с тонким вариантом корпуса ES-175 (очень похожую на ES-125TCD, но с более причудливыми новшествами). Она была сделана всего за три года и имела 3 расцветки: солнечную, светлую (более дорогая) и красного вина. Модель оказалась непопулярной, и в 1979 году её производство прекратилось.
Данная модель гитары используется не только гитаристами в жанре джаз. Скотти Мур, гитарист в группе Элвиса Пресли, играл на ES-295 (модификации модели ES-175), имевшей два хамбакера Р-90 и золотую расцветку. Такие легенды рока, как Стив Хау, использовали ES-175, чтобы показать мастерство высочайшего уровня. Компания Gibson также выпустила именную модель ES-165 Херба Эллиса в качестве подписного переиздания первоначальной ES-175 1957 года.
Наименование 175 пришло из оригинального ценника первой ES, на котором было написано 175 долларов.
Компания Epiphone также производит модель ES-175, доступную только в золотой и чёрной отделках. У модели Epiphone также выгнута задняя сторона грифа. Гитара также оснащена двумя погружёнными хамбакерами Alnico. Epiphone также производит модель ES-295 со всеми оригинальными отделками, а также с вибрато B-7 Bigsby. Производство последней модели в настоящее время прекращено.
Gibson ES-175 имеет регуляторы громкости и тона для каждого датчика, а также классические колки головки грифа Kluson. Epiphone ES-175 имеет такие же регуляторы громкости и тона как у Gibson ES-175, но с колками головки грифа Grover.

## Дополнительные ссылки
- Gibson ES-175